# Microphthalmus pseudoaberrans
Microphthalmus pseudoaberrans é uma espécie de anelídeo pertencente à família Hesionidae.
A autoridade científica da espécie é Campoy & Vieitez, tendo sido descrita no ano de 1982.
Trata-se de uma espécie presente no território português, incluindo a sua zona económica exclusiva.